# Виктор Хрјапа
Виктор Владимирович Хрјапа (рус. Виктор Владимирович Хряпа; Кијев, 3. август 1982) је бивши руски кошаркаш. Играо је на позицијама крила и крилног центра.

## Клупска каријера
Каријеру је почео у украјинској екипи Химик Енгелс одакле се 2000. преселио у Русију и заиграо прво за Автодор Саратов а онда и за ЦСКА из Москве.
Одабран је као 22. пик на НБА драфту 2004. од стране Њу Џерзи нетса али је одмах мењан у Портланд трејлблејзерсе. Са њима је провео две сезоне да би у јуну 2006. био мењан у Чикаго булсе где остаје до фебруара 2008. када раскида уговор због мале минутаже. Касније тог месеца се враћа у ЦСКА.
У екипи ЦСКА је остао до краја каријере 2018. године. Учествовао је у освајању две Евролиге (2008, 2016). Добио је награду за најбољег одбрамбеног играча Евролиге за сезону 2009/10, а такође је три пута био уврштен у идеални тим Евролиге, једном у прву а два пута у другу поставу.

## Репрезентација
Хрјапа је са репрезентацијом Русије освојио златну медаљу на Европском првенству 2007. у Шпанији. Такође има и освојене две бронзане медаље, на Европском првенству 2011. у Литванији и на Олимпијским играма 2012. у Лондону.

## Успеси

### Клупски
- ЦСКА Москва:
  - Евролига (2): 2007/08, 2015/16.
  - Првенство Русије (8): 2002/03, 2003/04, 2007/08, 2008/09, 2009/10, 2010/11, 2011/12, 2012/13.
  - ВТБ јунајтед лига (7): 2011/12, 2012/13, 2013/14, 2014/15, 2015/16, 2016/17, 2017/18.
  - Куп Русије у кошарци (1): 2010.

### Појединачни
- Најбољи одбрамбени играч Евролиге (1): 2009/10.
- Идеални тим Евролиге - прва постава (1): 2009/10.
- Идеални тим Евролиге - друга постава (2): 2012/13, 2013/14.
- Најкориснији играч ВТБ јунајтед лиге (1): 2009/10.
- Најкориснији играч плеј-офа ВТБ јунајтед лиге (1): 2012/13.
- Најкориснији играч плеј-офа ПБЛ лиге (1): 2010/11.
- Најкориснији играч Купа Русије у кошарци (1): 2010.

### Репрезентативни
- Европско првенство:  2007,  2011.
- Летње олимпијске игре:  2012.